# ウッドサイド・パーク駅
ウッドサイド・パーク駅（ウッドサイド・パークえき、英語：Woodside Park tube station）はロンドン北部バーネット・ロンドン特別区、ウッドサイド・パークにあるロンドン地下鉄の駅である。当駅はノーザン線ハイ・バーネット支線、ウェスト・フィンチリー駅とトテリッジ・アンド・ウェットストーン駅の間にあり、トラベルカード・ゾーン4に含まれる。

## 歴史

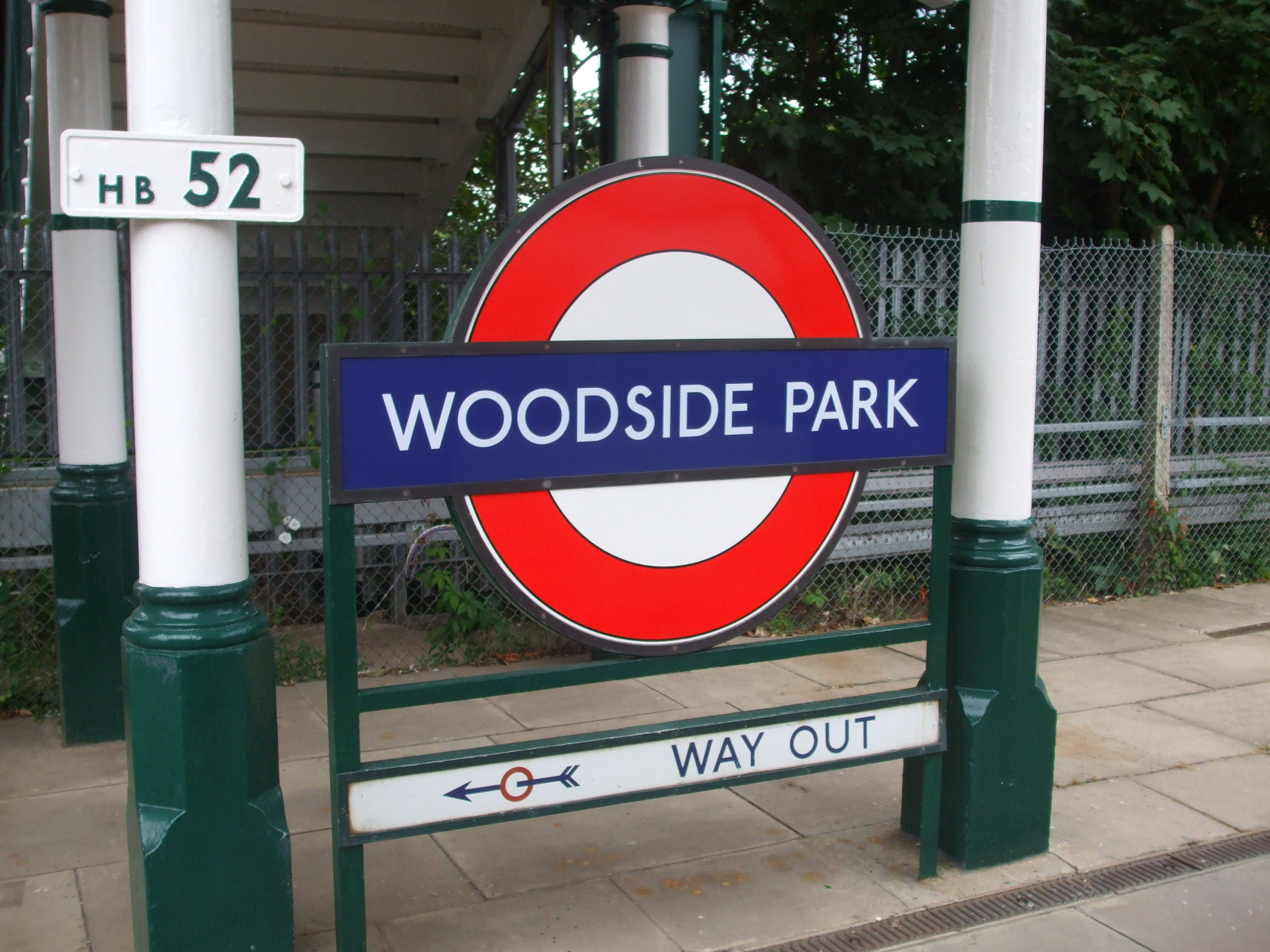
駅名標

当駅はエッジウェア・ハイゲート・アンド・ロンドン鉄道（英語：Edgware, Highgate and London Railway、EH&LR）によって建設され、EH&LRを引き継いだグレート・ノーザン鉄道により1867年4月1日、「トリントン・パーク」として開業した。当駅はフィンズベリー・パークからハイゲート経由でエッジウェアに至る路線上の途中駅として開業したが、開業から1カ月で「トリントン・パーク、ウッドサイド」に、1882年には「ウッドサイド・パーク」に改名されている。
1921年鉄道法によりイギリスの鉄道会社は「ビッグ・フォー」と呼ばれる4社に再編され、当駅は1923年からロンドン・アンド・ノース・イースタン鉄道（英語：London and North Eastern Railway、LNER）の駅となった。イースト・フィンチリーから分岐するハイ・バーネット支線は1930年代に始まった「ノーザン・ハイト」と呼ばれる開発計画の一環としてロンドン地下鉄の路線網に組み込まれ、1940年4月14日に電化が完成、ロンドン地下鉄ノーザン線列車の乗り入れが始まった。電化完成からしばらくの間はロンドン地下鉄とロンドン・ノース・イースタン鉄道双方の列車が運転されていたが、ロンドン・ノース・イースタン鉄道による旅客列車の運転は1941年3月3日に終了している。当駅にはエッジウェア・ハイゲート・アンド・ロンドン鉄道が建設したヴィクトリア様式の建物が残されている。

## バス路線
ロンドンバス383が当駅を経由する。

## 駅周辺
当駅周辺には石油貯蔵基地だった広大な空き地があり、後に駐車場に転用されている他、マンションが立ち並ぶ一角がある。当駅は地上駅で、2つあるホームのいずれにも車椅子でアクセスすることが出来る。南行ホームに直結する駅舎はウッドサイド・パーク・ロードのクルドサックの終端にあり、駐車場の入口に隣接している。駅舎の正面壁にはヴィクトリア朝時代に作られたものであることを示す「VR」のイニシャルがある郵便ポストが設置されている。
北行ホーム側の入口もホールデン・ロードから分かれたステーション・ロードのクルドサック終端にある。こちらの出入口には改札機が設置されておらず、駅前にはタクシー会社の事務所があるだけである。2つのホームを結ぶ跨線橋があり、この跨線橋には駅の東西を連絡する機能もあるため、改札口を経由せずに跨線橋を利用することが出来る。
当駅は住宅地の中にあり、周辺住民が商店の建設に反対している経緯から、駅周辺に小さな喫茶店と新聞売り場以外の商店がない。